# 鎌田憲彦
鎌田 憲彦（かまた のりひこ、1955年 - ）は、日本の電子工学の研究者。埼玉大学工学部教授。量子井戸、超格子、有機高分子等の低次元半導体、希土類蛍光体の光物性とその発光デバイス応用を研究。埼玉大学重点研究テーマ「フロンティアフォトニクス領域」リーダー。専門分野は量子電子物性。

## 略歴
- 1978年　埼玉大学理工学部卒業
- 1980年　東京大学大学院工学系研究科博士前期課程修了
- 1983年　東京大学大学院工学系研究科博士後期課程修了。工学博士（東京大学・1983年）。
- 1983年　NHK放送技術研究所入所
- 1988年　埼玉大学工学部助手
- 1992年　埼玉大学工学部助教授
- 2004年　埼玉大学工学部教授

## 著書
- （共編著）中沢叡一郎、鎌田憲彦『光物性・デバイス工学の基礎』、培風館、1999年
- （分担訳）『光エレクトロニクス（基礎編）』、A.Yariv（著）、多田邦雄・神谷武志（監訳）、丸善、2000年

## 論文

### 単著
- 「希土類イオンとガラス」，『ニューガラス』，16(1), 2001
- 「半導体材料中の非発光再結合過程の光学的計測」，『機械の研究』，養賢堂, 54(8), 2002
- 「ハードとソフトの垣根を越えて」,照明学会誌 92(6), 2008
- 「多彩(才)な光の可能性を活かした新たな材料・デバイスの開拓」,照明学会誌 92(7), 2008
- 「発光材料の微視的デザイン -変調ドーピングによる高効率化」,機械の研究 60(10), 2008
- 「広がる有機デバイスの可能性」,The Journal of The Institute of Image Information and Television Engineers 64(9), 2010
- 「埼玉大学機能材料工学科での学際・融合複合教育」,『工学教育』 58(1), 2010
- 「固体照明光源の曙」,『照明学会誌』 98(1), 2014

### 共著
- 「LEDの高注入時の発光・変調特性」，『東京大学工学部総合試験所年報』，40, 1981
- 「発光ダイオードの出力飽和と温度特性」，『応用物理』，52(6), 1983
- 「Heavily Si-Doped AlAs Films Grown by Molecular Beam Epitaxy」，『NHK放送技術基礎研究論文選集』, 21, 1987
- 「An Improvement of Light Output Efficiency by Selective-Doping in a GaAs/AlGaAs(Si) Multiple Quantum-Well」，『NHK放送技術基礎研究論文選集』, 21, 1987
- 「Si選択ドープGaAs/AlGaAs量子井戸の発光特性」，『応用物理』, 57(2), 1988
- 「強磁場におけるGaAs共鳴トンネルダイオードの量子輸送現象」，『日本物理学会秋の分科会講演予稿集』, 1989(2), 1989
- 「強磁場下における共鳴トンネル」，『日本物理学会年会講演予稿集』, 45(2), 1990
- 「強磁場におけるGeの磁気フォノン共鳴」，『日本物理学会秋の分科会講演予稿集』, 1990(2), 1990
- 「強磁界印加により誘起されたn-Siのカオス的導電率振動」，『日本物理学会春の分科会講演予稿集』, 1991(2), 1991
- 「強磁場下のGaAs/AlGaAs二重障壁の共鳴トンネル」，『日本物理学会春の分科会講演予稿集』, 1991(2), 1991
- 「強磁場下のGaAs/AlGaAs二重障壁の共鳴トンネル（Ⅱ）」，『日本物理学会年会講演予稿集』, 46(2), 1991
- 「強磁場下のGaAs/AlGaAs二重障壁の共鳴トンネル（Ⅲ）」，『日本物理学会年会講演予稿集』, 47(2), 1992
- 「スパッタ膜の電気伝導と熱電能」，『日本物理学会年会講演予稿集』, 47(2), 1992
- 「強磁場下での二重障壁のエミッタ準位と共鳴トンネル」，『日本物理学会秋の分科会講演予稿集』, 1992(2), 1992
- 「添加ガラスのルミネッセンス温度依存性」，『応用物理学会学術講演会講演予稿集』, 53(2), 1992
- 「励起のBack-Transferを考慮した希土類イオン間のエネルギー伝達」，『応用物理学会学術講演会講演予稿集』, 53(2), 1992
- 「強磁場下での二重障壁のエミッタ準位と共鳴トンネル（Ⅱ）」，『日本物理学会講演概要集』, 48(2), 1993
- 「磁気フォノン共鳴によるGaAs/AlGaAs量子井戸のフォトルミネッセンス振動」，『日本物理学会秋の分科会講演概要集』, 1993(2), 1993
- 「多波長励起によるフォトルミネッセンス評価（Ⅲ）」，『応用物理学会学術講演会講演予稿集』, 54(3), 1993
- 「添加蛍光ガラスの選択励起可視発光特性」，『電子情報通信学会技術研究報告』, 94(395), 1994
- 「添加蛍光ガラスの選択励起可視発光特性」，『応用物理学関係連合講演会講演予稿集』, 42(2), 1995
- 「ポリシランの可視発光効率測定」，『応用物理学関係連合講演会講演予稿集』, 42(3), 1995
- 「ポリシランの時分解フォトルミネッセンス」，『応用物理学会学術講演会講演予稿集』, 56(3), 1995
- 「単一光子計数による2波長励起フォトルミネッセンス評価」，『応用物理学会学術講演会講演予稿集』, 56(3), 1995
- 「希土類添加ガラスの発光と共鳴エネルギー移動」，『応用物理』, 65(1), 1996
- 「添加ガラスの2波長励起時分解フォトルミネッセンス」，『応用物理学関係連合講演会講演予稿集』, 43(2), 1996
- 「分岐を含むポリメチルフェニルシランの発光特性」，『応用物理学関係連合講演会講演予稿集』, 43(3), 1996
- 「ポリシランの時分解フォトルミネッセンス（Ⅱ）」，『応用物理学関係連合講演会講演予稿集』, 43(3), 1996
- 「単一光子計数法を用いた2波長励起フォトルミネッセンス評価」，『応用物理学関係連合講演会講演予稿集』, 43(3), 1996
- 「ポリシランの発光効率と応答特性」，『電子情報通信学会技術研究報告』, 96(30), 1996
- 「ポリシランのフォトルミネッセンス温度依存性（Ⅰ）」，『応用物理学会学術講演会講演予稿集』, 57(3), 1996
- 「ポリシランのフォトルミネッセンス温度依存性（Ⅱ）」，『応用物理学会学術講演会講演予稿集』, 57(3), 1996
- 「単一光子計数法を用いた2波長励起フォトルミネッセンス評価（Ⅱ）」，『応用物理学会学術講演会講演予稿集』, 57(3), 1996
- 「ポリジメチルシラン蒸着膜を用いたEL素子の特性」，『応用物理学関係連合講演会講演予稿集』, 44(3), 1997
- 「ポリシランのフォトルミネッセンス温度依存性（Ⅲ）」，『応用物理学関係連合講演会講演予稿集』, 44(3), 1997
- 「ポリジメチルシラン蒸着膜の物性と応用」，『電子情報通信学会技術研究報告』, 97(34), 1997
- 「ポリシランの分子構造と発光特性」，『電子情報通信学会技術研究報告』, 97(34), 1997
- 「添加Sol-Gelガラスの時分解発光特性」，『応用物理学会学術講演会講演予稿集』, 58(2), 1997
- 「ポリシランの再結合寿命の温度依存性」，『応用物理学会学術講演会講演予稿集』, 58(3), 1997
- 「異種ポリシランの分子間エネルギー移動」，『応用物理学会学術講演会講演予稿集』, 58(3), 1997
- 「時間相関単一光子計数分光法による2波長励起フォトルミネッセンス」，『応用物理学会学術講演会講演予稿集』, 58(3), 1997
- 「添加Sol-Gelガラスの時分解発光特性（Ⅱ）」，『応用物理学会学術講演会講演予稿集』, 45(2), 1998
- 「異種ポリシラン分子間エネルギー移動の時分解測定」，『応用物理学関係連合講演会講演予稿集』, 45(3), 1998
- 「ポリメチルフェニルシランの再結合寿命の温度依存性」，『応用物理学関係連合講演会講演予稿集』, 45(3), 1998
- 「2波長励起フォトルミネッセンスによる禁制帯内準位のエネルギー分布測定」，『応用物理学関係連合講演会講演予稿集』, 45(3), 1998
- 「光学活性基を側鎖に有するポリシランの合成とその構造」，『電子情報通信学会技術研究報告』, 98(38), 1998
- 「ポリシランの発光過程と温度依存性」，『電子情報通信学会技術研究報告』, 98(38), 1998
- 「異種ポリシラン間のエネルギー移動と時分解発光特性」，『電子情報通信学会技術研究報告』, 98(38), 1998
- 「高濃度添加Sol-Gelガラスの発光特性」，『応用物理学会学術講演会講演予稿集』, 59(2), 1998
- 「ポリシラン分子間のエネルギー移動と発光過程」，『電子情報通信学会技術研究報告』, 98(579), 1999
- 「添加Sol-Gelガラスの発光特性：Al共添加効果」，『応用物理学関係連合講演会講演予稿集』, 46(2), 1999
- 「スピンコート薄膜での異種ポリシラン分子間エネルギー移動」，『応用物理学関係連合講演会講演予稿集』, 46(3), 1999
- 「2波長励起による禁制帯内準位評価：選択ドープの効果」，『応用物理学関係連合講演会講演予稿集』, 46(3), 1999
- 「異種ポリシラン混合薄膜における発光特性と分子間エネルギー移動」，『応用物理学会学術講演会講演予稿集』, 60(3), 1999
- 「異種ポリシラン混合薄膜のエネルギー移動と発光特性」，『電子情報通信学会技術研究報告』, 99(319), 1999
- 「側鎖に光学活性な置換基を有する水溶性ポリシランの合成と評価」，『電子情報通信学会技術研究報告』, 99(319), 1999
- 「水溶性ポリシラン添加ゾルゲルガラスの光学特性」，『電子情報通信学会技術研究報告』, 100(29), 2000
- 「異種ポリシラン混合薄膜のエネルギー移動と発光特性（2）」，『電子情報通信学会技術研究報告』, 100(29), 2000
- 「有機色素添加ポリシラン薄膜の光学特性」，『電子情報通信学会技術研究報告』, 100(318), 2000
- 「後処理不要のEu添加青色発光ゾルゲルガラス」，『電子情報通信学会技術研究報告』, 100(349), 2000
- 「有機色素を添加したポリシラン薄膜EL素子」，『電子情報通信学会技術研究報告』，101(35), 2001
- 「有機色素分散シリコンポリマー薄膜の光導電特性」，『映像情報メディア学会技術報告』, 25(47), 2001
- 「電解重合法によるSi-based Particleの合成と基礎物性」，『電子情報通信学会技術研究報告』, 101(313), 2001
- 「Eu添加ゾルゲルガラスの焼成温度と発光特性」，『電子情報通信学会技術研究報告』, 101(313), 2001
- 「分子間エネルギー移動を利用したポリシラン可視発光EL素子」，『電子情報通信学会技術研究報告』, 101(313), 2001
- 「機能性色素を分散したポリシラン薄膜の光導電特性」，『電子情報通信学会技術研究報告』, 101(346), 2001
- 「先端材料応用技術 ポリシラン有機高分子によるEL発光」，『工業材料』, 49(11), 2001
- 「シリコン系微粒子の二波長励起フォトルミネッセンス効果」，『電子情報通信学会技術研究報告』, 102(326), 2002
- 「蛍光体の熱及び光ルミネッセンス」，『埼玉大学地域共同研究センター紀要』，4, 2003
- 「光機能性有機薄膜の作製と特性評価に関する研究」，『埼玉大学地域共同研究センター紀要』, 4, 2003
- 「蛍光体の2波長励起フォトルミネッセンス」，『電子情報通信学会技術研究報告』, 102(600), 2003
- 「非発光再結合準位の2波長励起フォトルミネッセンス測定」，『電子情報通信学会技術研究報告』, 102(657), 2003
- 「波長選択機能を有する有機光導電膜の特性評価」，『映像情報メディア学会技術報告』, 27(39), 2003
- 「ポリシラン-TPB間の共鳴エネルギー移動とEL特性」，『電子情報通信学会技術研究報告』, 103(286), 2003
- 「ゾルゲルガラスによるEu錯体の封止機能」，『埼玉大学地域共同研究センター紀要』，5, 2004
- 「ポリシラン/有機色素混合薄膜による光機能素子」，『埼玉大学地域共同研究センター紀要』, 5, 2004
- 「ゾルゲル法によるユウロピウム添加青色発光ゾルゲルガラスの作製」，『埼玉大学紀要 工学部』, 37, 2004
- 「有機光導電膜の撮像管による特性評価」，『電子情報通信学会技術研究報告』, 105(258), 2005
- 「有機光導電膜を積層したCMOSイメージセンサの試作」，『電子情報通信学会技術研究報告』, 105(258), 2005
- 「ポリシランを用いた有機EL素子の混色化に関する検討」，『電子情報通信学会技術研究報告』, 105(258), 2005
- 「有機薄膜を用いた光機能素子応用に関する研究」，『埼玉大学地域共同研究センター紀要』, 7, 2006
- 「窒化物4元混晶を用いた高出力紫外LEDの開発」，『電気学会研究会資料』，2006(37), 2006
- 「導電性高分子/有機色素混合薄膜素子のEL特性」，『映像情報メディア学会技術報告』, 31(4), 2007
- 「静電塗布法を用いた有機微粒子の形成技術」,『埼玉大学工学部紀要』 第一部 論文集 42, 2008
- 「ゾルゲルガラスで封止した白色ＬＥＤ用赤色蛍光体の信頼性向上」,『照明学会誌』 92(8A), 2008
- 「顕微光学系によるLED用結晶の2波長励起フォトルミネッセンス評価」,『電子情報通信学会技術研究報告』 EID, 電子ディスプレイ 107(453), 2008
- 「ポリシラン/TPB-塗布型青色EL素子の作製」,『電子情報通信学会技術研究報告』 EID, 電子ディスプレイ 107(453), 2008
- 「230-270nm深紫外AlGaN系LEDの進展」,『電気学会論文誌』,128(5), 2008
- 「ゾルゲルガラスで封止した白色LED用赤色蛍光体の信頼性向上」,『照明学会誌』 92(8A), 2008
- 「ELO-AlNテンプレート上に作製した270nm帯AlGaN紫外LED」,『電子情報通信学会技術研究報告』108(322), 2008
- 「230nm帯AlGaN紫外LEDの高出力化」,『電子情報通信学会技術研究報告』 108(322), 2008
- "Improvement in Durability of Red Phosphor Encapsulated by Sol-Gel Glass for Use in White Light-Emitting Diode" , Journal of Light & Visual Environment 33(2), 2009
- 「塗布法を用いた波長選択型有機光電変換素子」,『埼玉大学地域オープンイノベーションセンター紀要』 (2), 2009
- 「オートクレーブを利用したゾル-ゲルガラス封止Eu錯体の信頼性向上」,『埼玉大学工学部紀要』 第一部 論文集 43, 2009
- "pH and concentration dependence of luminescent characteristics in glass-encapsulated Eu-complex" , JOURNAL OF SOL-GEL SCIENCE AND TECHNOLOGY 50(3), 2009
- "Read-Out Frequency Response of Solution-Processed Organic Photoconductive Devices" , Molecular Crystals and Liquid Crystals 504, 2009
- 「導電性高分子を陽極に用いた有機EL素子」,『電子情報通信学会技術研究報告』 108(421), 2009
- 「静電塗布法を用いた有機薄膜の発光スペクトルの制御」,『電子情報通信学会技術研究報告』 108(421), 2009
- 「導電性高分子を陽極に用した有機EL素子」,『電気学会研究会資料』 2009(1), 2009
- 「静電塗布法による青色領域に選択的に感度を有する有機撮像素子」,『電子情報通信学会総合大会講演論文集』 2009年 エレクトロニクス(2), 2009
- "Wavelength-Selectivity of Organic Photoconductive Devices by Solution Process" , Japanese Journal of Applied Physics (JJAP) 48, 2009
- "Thermal stability of europium(III) chelate encapsulated by sol–gel glass" , Journal of Alloys and Compounds 480(2), 2009
- 「ゾルゲルガラスで封止したナノ粒子Eu錯体の劣化特性」,『電子情報通信学会技術研究報告』 109(146), 2009
- "Stability of sol-gel derived glass coated Eu complex using deuterated methanol" , physica status solidi (RRL) - Rapid Research Letters 3(9), 2009
- 「導電性高分子膜を陽極に用いた有機EL」,『ディスプレイ』 15(9), 2009
- 「アクリルパイプを用いた静電塗布を利用した有機薄膜の成膜技術」,『電子情報通信学会ソサイエティ大会講演論文集』 2009年 エレクトロニクス(2), 2009
- "Organic photoconductive device fabricated by electrospray deposition method" , Thin Solid Films 518(2), 2009
- "Wavelength conversion film with glass coated Eu chelate for enhanced silicon-photovoltaic cell performance" , Optical Materials 32(1), 2009
- "Improved stability of organic–inorganic composite emitting film with sol–gel glass encapsulated Eu-complex" , Optical Materials 32(1), 2009
- 「ゾル-ゲルガラスで封止したEu錯体含有蛍光薄膜の信頼性向上」,『照明学会誌』 93(11), 2009
- 「有機LB膜へのインターカレーションによる有機無機層状ペロブスカイト発光材料の作成」,『照明学会誌』 93(11), 2009
- 「カリウムを添加したコバルトフタロシアニンの高温分子磁性」,『埼玉大学工学部紀要』 第一部 論文集 44, 2010
- 「溶媒中熱処理によるEu錯体の光劣化特性の改善」,『埼玉大学工学部紀要』 第一部 論文集 44, 2010
- 「可溶性金属フタロシアニンを用いた波長選択型有機光電変換素子」,『電子情報通信学会技術研究報告』 109(359), 2010
- 「有機光電変換素子におけるシロール誘導体の添加効果」,『電子情報通信学会技術研究報告』 109(359), 2010
- 「InGaN量子井戸中の非発光再結合準位の2波長励起フォトルミネッセンス評価」,『電子情報通信学会技術研究報告』 109(404), 2010
- 「Eu錯体による波長変換膜の基盤技術」,『機能材料』 30(3), 2010
- 「ESD法を用いたP3HT微細構造の形成技術」,『電子情報通信学会総合大会講演論文集』 2010年 エレクトロニクス(2), 2010
- 「フェムト秒ポンププローブ法を利用したシロール誘導体-フルオレンポリマー混合膜の過渡吸収特性」,『電子情報通信学会技術研究報告』 110(124), 2010
- 「静電塗布法の噴射領域の制御技術」,『電子情報通信学会技術研究報告』 110(243), 2010
- 「静電塗布法を利用した太陽電池用有機材料の平坦化技術」,『電子情報通信学会技術研究報告』 110(243), 2010
- 「薄膜型有機デバイスの実現へ向けた静電塗布技術の確立」,『埼玉大学地域オープンイノベーションセンター紀要』 3, 2011
- 「深紫外領域AlGaN系結晶のフォトルミネッセンス評価」,『映像情報メディア学会技術報告』 35(4), 2011
- 「トリフェニルアミン構造を有するシロール誘導体を添加したフルオレンポリマー薄膜の過渡吸収評価」,『電子情報通信学会技術研究報告』 110(409), 2011
- "Ultrafast Study of Charge Generation in Silole : Fluorene Mixed Film for Color Selective Organic Photoconductive Device" , physica status solidi (c) 8(2), 2011
- 「静電塗布法で形成した有機EL」,『電子情報通信学会総合大会講演論文集』 2011年 エレクトロニクス(2), 2011
- 「AlGaN系深紫外LEDの進展と展望」,『應用物理』 80(4), 2011
- "Blue-sensitive organic photoconductive device with MDMO-PPV doped F8BT layer" , Molecular Crystals and Liquid Crystals 539, 2011
- 「静電塗布法における有機薄膜の表面平坦性改善と有機薄膜太陽電池」,『電子情報通信学会技術研究報告』 111(73), 2011
- "Bulk-heterojunction organic photovoltaic cell fabricated by electrospray deposition method using mixed organic solvent" , physica status solidi (RRL) - Rapid Research Letters 5(7), 2011
- 「静電塗布法を利用した高効率な有機薄膜太陽電池」,『電子情報通信学会ソサイエティ大会講演論文集』 2011年 エレクトロニクス(2), 2011
- 「シロール誘導体のイオン化ポテンシャル低減と波長選択型有機光電変換素子への応用」,『電子情報通信学会ソサイエティ大会講演論文集』 2011年 エレクトロニクス(2),  2011
- "Surface morphology of fluorene thin film fabricated by electrospray deposition technique using two organic solvents: Application for organic light-emitting diodes" , Thin Solid Films 520(1), 2011
- 「シロール誘導体の添加による青色有機光電変換素子の高効率化」,『電子情報通信学会技術研究報告』 111(369), 2011
- 「照明機器を活用した技術の評価・活用に関する教具開発と授業実践」,『教材学研究』 23, 2012
- 「蛍光体の2波長励起フォトルミネッセンス評価」,『電子情報通信学会技術研究報告』 111(421), 2012
- "Improved Power Conversion Efficiency of Organic Photovoltaic Cell Fabricated by Electrospray Deposition Method by Mixing Different Solvents" , Japanese Journal of Applied Physics 51(1),  2012
- 「有機イメージセンサ用の波長選択型光電変換素子」,『電子情報通信学会総合大会講演論文集』 2012年 エレクトロニクス(2), 2012
- 「クロマトグラフイで分離した石炭ピッチを用いた有機EL」,『電子情報通信学会技術研究報告』 112(57),  2012
- "Solution-processed green-sensitive organic photoconductive device using rhodamine 6G" , Molecular Crystals and Liquid Crystals 566(1), 2012
- "Doping effect of ethylcarbazole-contained-silole in blue-sensitive organic photoconductive device" , Molecular Crystals and Liquid Crystals 566(1), 2012
- 「静電塗布法を用いたフラーレン誘導体薄膜の成膜」,『電子情報通信学会技術研究報告』 112(244), 2012
- 「AlGaN系深紫外LEDの高効率化への取り組み」,『電子情報通信学会技術研究報告』 112(327), 2012
- 「AlGaN系深紫外LEDの進展」,『電気学会論文誌Ｃ（電子・情報・システム部門誌）』 133(8), 2013
- 「InGaN量子井戸の2波長励起フォトルミネッセンスによる評価」,『電子情報通信学会技術研究報告』 112(409), 2013
- 「静電塗布法を用いた積層型有機薄膜太陽電池」,『電子情報通信学会技術研究報告』 112(469), 2013
- 「静電塗布法で酸化亜鉛ファイバーを形成した有機薄膜太陽電池」,『電子情報通信学会総合大会講演論文集』 2013年 エレクトロニクス(2), 2013
- 「AIGaN系深紫外LEDの進展」,and Systems Society 133(8), 2013
- 「高効率深紫外LEDを目指したピラーAlNバッファーの開発」,『電子情報通信学会技術研究報告』 IEICE technical report  信学技報 113(329), 2013
- 「超音波霧化法を用いて作製した積層型有機EL」,『映像情報メディア学会技術報告』 ITE technical report 38(2), 2014
- 「エレクトロスピニング法を用いた酸化亜鉛ナノファイバーの形状制御と有機太陽電池への応用」,『電子情報通信学会技術研究報告』 IEICE technical report  信学技報 113(461), 2014